# Luxem
Luxem est une municipalité du Verbandsgemeinde Vordereifel, dans l'arrondissement de Mayen-Coblence, en Rhénanie-Palatinat, dans l'ouest de l'Allemagne.